# Pentaquark
Een pentaquark is een subatomair deeltje dat bestaat uit 5 quarks. Het pentaquark is speciaal omdat het zou bestaan uit 5 quarks, terwijl de tot nu toe bekende hadronen uit 2 of 3 quarks bestaan.

## Aanwijzingen
Men heeft in 2003 aanwijzingen gevonden dat er pentaquarks zouden bestaan. Men vond deze aanwijzingen door koolstofatomen te beschieten met fotonen van hoge energie. Pentaquarks zijn "exotische" baryonen en bestaan steeds uit 4 gewone quarks en 1 antiquark, bv. 2 upquarks, 2 downquarks en 1 anti-strange quark. Een pentaquark vervalt zeer snel.
Als een pentaquark echt zou bestaan is dit van enorm belang voor de kwantumchromodynamica, dit is een theorie die beschrijft hoe het komt dat quarks altijd in groepjes voorkomen.

## Huidige status
De deeltjesfysicagemeenschap als geheel achtte hun bestaan in 2006 niet zo waarschijnlijk, en was in 2008 met overweldigende meerderheid van mening dat er geen bewijs was voor het bestaan van de gemelde pentaquarks.
In 2015 is het pentaquark-deeltje gevonden bij experimenten met de Large Hadron Collider. Het betreft hier een combinatie van 2 upquarks, 1 downquark, 1 charmquark en 1 anticharmquark. De vaststelling gebeurde met een statistische zekerheid van 15σ.